# Adolf Deter

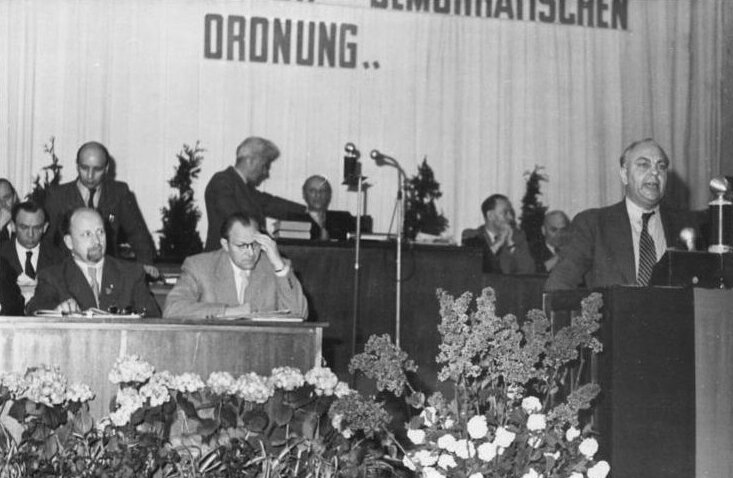
Adolf Deter am 17. Mai 1950 bei einer Rede zur 16. Volkskammersitzung in Berlin (rechts); links sitzend der stellvertretende Ministerpräsident Walter Ulbricht und rechts daneben Ministerpräsident Otto Grotewohl.

Adolf Deter (* 23. Juni 1900 in Deutsch Czarnikau; † 14. November 1969 in Berlin) war ein deutscher Politiker der KPD, für die er in der Weimarer Republik Abgeordneter des preußischen Landtags war. Nach seiner Flucht aus Deutschland im Dritten Reich kehrte er nach Kriegsende zurück und wurde Funktionär der SED und des FDGB.

## Leben
Deter wurde als Sohn eines Arbeiters geboren und verdingte sich nach dem Verlassen der Volksschule von 1914 bis 1918 selbst als Lagerarbeiter. Danach machte er eine Ausbildung zum Schlosser und trat der Transportarbeiterverbindung bei. Er wurde 1917 Mitglied der Arbeiterjugend und ein Jahr später der USPD. Er absolvierte 1918 seinen Militärdienst und war Teilnehmer der Novemberrevolution. Von 1918 bis 1919 war er in der Republikanischen Soldatenwehr. Danach ging er nach Berlin, wo er für wenige Jahre bei der Berliner Straßenbahn arbeitete. Ab 1920 war er in der KPD, für die er verschiedene Tätigkeiten übernahm. In Berlin wurde er 1924 zum Vorsitzenden des Gesamtbetriebsrates und Leiter der KPD-Zelle bei der Berliner Hoch- und U-Bahn. Von 1925 war er bis 1929 Bezirks- und Stadtverordneter von Berlin. Von 1928 bis 1933 war er für die KPD Landtagsabgeordneter in Preußen. Ab 1928 gehörte er zu der sogenannten Versöhnlergruppe innerhalb der KPD.
Im Mai 1929 wurde der Betriebsrat Deter von der Berliner Verkehrs A.G. wegen Verletzung des Betriebsrätegesetzes entlassen.
Er war 1929 Sekretär des KPD-Unterbezirks in Frankfurt an der Oder und 1930 Bezirksleiter der Revolutionären Gewerkschafts-Opposition (RGO) in Hamburg, wo er bei der Organisation von Streiks der Seeleute und Hafenarbeiter beteiligt war. Im Auftrag der KPD organisierte Deter zusammen mit der NSDAP 1932 den Berliner Verkehrs-Streik.

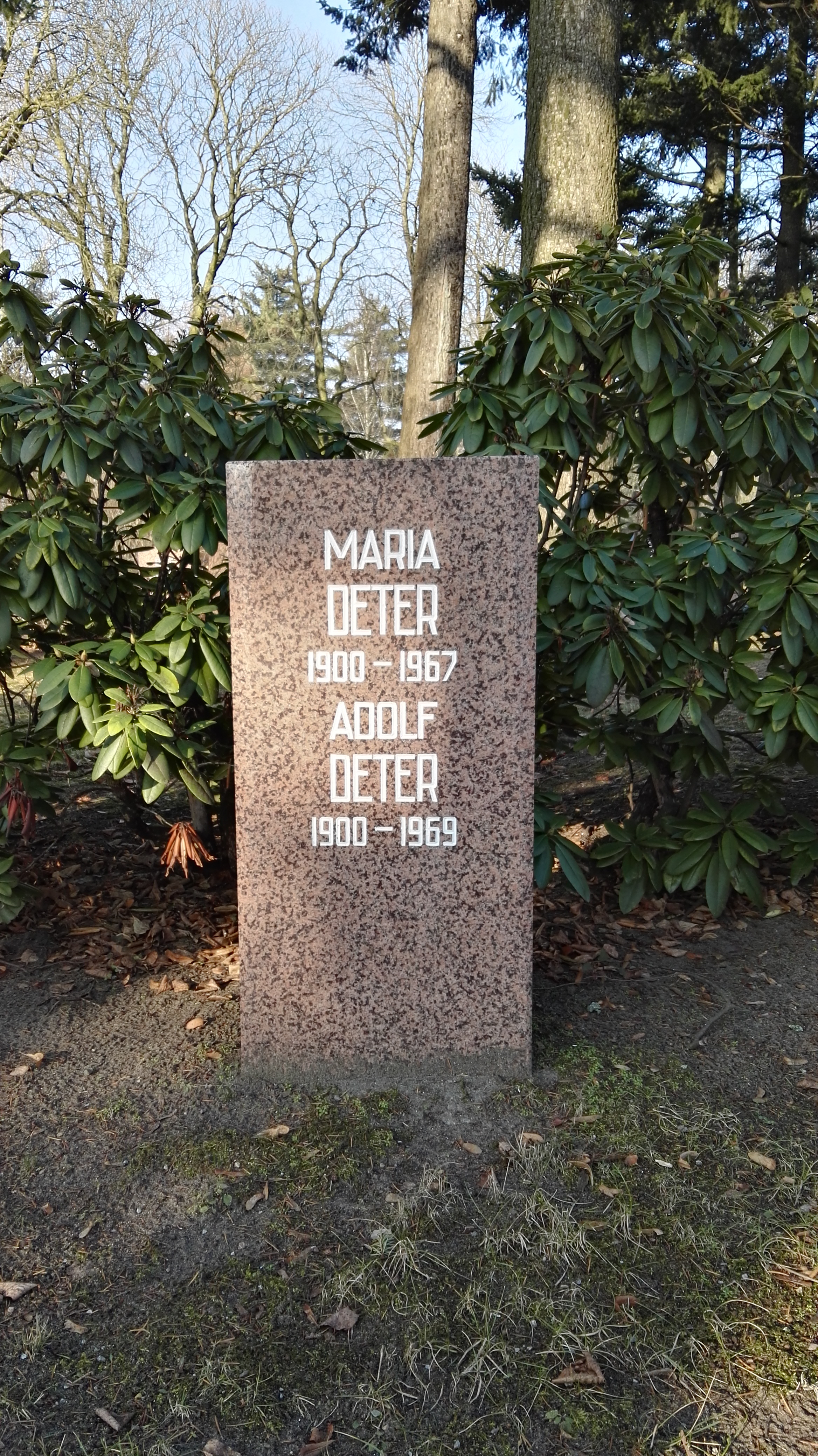
Grabstätte

Ab 1933 musste er illegal arbeiten. Im Mai 1933 wurde Deter Mitglied der Reichsleitung der Revolutionären Gewerkschafts-Opposition. Er war Häftling im KZ Oranienburg. Im Juni 1933 flüchtete er nach Dänemark und arbeitete bis 1934 für die Rote Gewerkschafts-Internationale (RGI) in Kopenhagen. Im Jahr 1934 war er Sekretär der Internationalen der Seeleute und Hafenarbeiter (ISH) zunächst für kurze Zeit ebenfalls in Kopenhagen, später bis 1936 in Antwerpen. Von 1935 bis 1938 war er Sekretär der ISH mit Sitz in Paris. Er nahm im Januar 1939 an der Berner Konferenz bei Paris teil und wurde zwischen 1939 und 1941 in Frankreich interniert. Im Mai 1941 versuchte er per Schiff nach Mexiko zu fliehen, wurde aber unterwegs von US-Behörden gestoppt. Nach einer kurzen Haftzeit in den Vereinigten Staaten, arbeitete er dort bei deutschen Zeitungen wie der The German American. Von 1941 bis 1946 arbeitete er zudem als Dreher in New York. Er veröffentlichte außerdem noch über die Gründung des Nationalkomitee Freies Deutschland in der UdSSR. Ein Jahr nach Ende des Krieges kehrte er 1946 nach Deutschland zurück und trat der SED bei. Von 1946 bis 1949 war er Sekretär der SED-Landesleitung von Groß-Berlin, von 1948 bis 1949 auch zweiter Vorsitzender. Im März 1949 war er zudem 1. Vorsitzender des FDGB in Berlin. Zudem war er von 1949 bis 1954 Abgeordneter der provisorischen Volkskammer der DDR. Von 1950 bis 1954 war er Kandidat des ZK der SED. Im Jahr 1954 wurde er als Sekretariatsmitglied des FDGB abgelöst. Von 1954 bis 1962 war er Mitarbeiter, ab 1955 Sekretär des Ausschusses für Deutsche Einheit. Im Jahr 1958 war er Spitzenkandidat der SED bei der Wahl des Abgeordnetenhauses in Berlin-West. Später war er in den 1960er Jahren noch Leiter der Westkommission des FDGB-Bundesverbands. Im Jahr 1960 wurde er mit dem Banner der Arbeit geehrt und 1962 wurde er pensioniert. Ab 1963 war er Mitglied des Friedensrates der DDR und ab 1964 Vizepräsident der Gesellschaft Neue Heimat zur Pflege der deutschen Sprache und Kultur im Ausland. Er war Mitherausgeber der Zeitschrift Gewerkschaftseinheit und bekam 1965 die Carl-von-Ossietzky-Medaille und den Vaterländischen Verdienstorden in Gold verliehen.
Nach seinem Tod wurden in der DDR mehrere Einrichtungen nach ihm benannt, unter anderem das FDGB-Erholungsheim in Luisenthal. Seine Urne wurde in der Grabanlage Pergolenweg des Zentralfriedhofs Friedrichsfelde beigesetzt.